# Eutima mira
Eutima mira är en nässeldjursart som beskrevs av Edward McCrady 1859. Eutima mira ingår i släktet Eutima och familjen Eirenidae. Inga underarter finns listade i Catalogue of Life.